# ماكسيم بويكو
ماكسيم بويكو (بالأوكرانية: Бойко Максим Анатолійович)‏ هو لاعب كرة قدم أوكراني، ولد في 27 مايو 2004.